# Nina Gäßler
Nina Gäßler (Ulm, 10 januari 1975) is een roeister en mountainbikester uit Duitsland.
In 2004 werd Gäßler wereldkampioene roeien in de lichte Skiff.
Op de Duitse kampioenschappen mountainbike werd Gäßler in 2011 derde op het onderdeel Marathon.